# サウス・ドラゴンズ
サウス・ドラゴンズ（South Dragons）は、オーストラリアのNBLに所属していたプロバスケットボールチームである。本拠地はメルボルンのハイセンス・アリーナ。

## 歴史
かつてのビクトリア・ジャイアンツのフランチャイズ権を共同オーナーにより買収し、新チームとして2006年に発足した。
元NBAプレイヤーのマーク・プライスを初代ヘッドコーチに招聘したが、開幕戦5連敗で辞任。その後、初代主将のシェーン・ヒールが選手兼任として指揮を執り1シーズン目でプレーオフに進出したが、準々決勝で敗退。
2007-08シーズンは最下位に終わった。しかし2008-09シーズンでグランドファイナルを制し、プレミアを獲得。
2009年解散。

## 主な歴代所属選手
- ジョー・イングルス